# Morgan Lewis (governador)
Morgan Lewis (16 de Outubro de 1754 - 7 de Abril de 1844) foi um advogado, político e comandante militar estadunidense. De descendência galesa, ele era filho de Francis Lewis, um dos signatários da Declaração de Independência. Graduou-se na Universidade Princeton (até então Universidade de Nova Jérsei) em 1773 e começou a estudar direito seguindo conselho de seu pai. Seus estudos foram interrompidos pelo serviço militar durante a Guerra da Independência dos Estados Unidos da América, servindo de 1º de Setembro de 1776 até o final da guerra como coronel.
Em 1779 casou-se com Gertrude Livingston (1757 - 1833), a filha de Robert Livingston.
Depois da guerra, Lewis completou seus estudos e foi eleito para a Camara dos Deputados de Nova Iorque e para o Senado pela cadeira Nova Iorque. Ele também foi governador do estado de 1804 a 1807, tendo derrotado Aaron Burr que ainda era vice-presidente dos EUA. Em 30 de Abril de 1807 ele perdeu a corrida para reeleição para Daniel D. Tompkins.
De 1832 a 1835 ele foi o presidente da Sociedade Histórica de Nova Iorque. Lewis ajudou a fundar a Universidade de Nova Iorque
O Condado de Lewis foi nomeado sem sua homenagem.